# Bitwa o Fort Erie
Bitwa o Fort Erie – bitwa   wojny brytyjsko-amerykańskiej 1812 roku, która odbyła się w trzecim roku 3 lipca 1814, pod miastem  Fort Erie
Bitwa o Fort Erie w zasadzie nie zasługuje na swoją nazwę, z taktycznego punktu widzenia można ją uznać za potyczkę. Jej skutki były jednak istotne. Była też preludium do większej bitwy pod Chippewa. Fort Erie był umocnieniem brytyjskim strzegącym dostępu do Ontario od strony dzisiejszego miasta Buffalo. Położenie u początku rzeki Niagara biorące swe początki z Jeziora Erie. W pierwszym odcinku swego biegu rzeka ta dzieli się na swą główną odnogę oraz rzekę Chippewa. W nocy z 2 na 3 lipca żołnierze załogi twierdzy dosłyszeli wzmożony ruch na rzece. Były to odgłosy desantu amerykańskiego. W ciągu kilku godzin Amerykanie przetransportowali 3500 żołnierzy, artylerię oraz około setki koni. Wylądowawszy od razu przystąpiono do oblężenia i podjęto przygotowania do szturmu. Indianie i milicja rozlokowane wokół umocnień bez walki oddała pola i schroniła się w pobliskim lesie skąd przez następne dwa dni nękali Amerykanów snajperskim ogniem. Major Buck wiedząc, że generał Riell nie jest w stanie przybyć z odsieczą na czas, rozumiał bezcelowość obrony twierdzy. Dla zachowania honoru oddał jedną salwę artyleryjską, po czym o godzinie 5 rano poddał twierdzę i wycofał swe wojska by połączyć się z głównymi siłami brytyjskimi.